# Michaeloplia opaca
Michaeloplia opaca är en skalbaggsart som beskrevs av Marc Lacroix 1997. Michaeloplia opaca ingår i släktet Michaeloplia och familjen Melolonthidae. Inga underarter finns listade i Catalogue of Life.